# Проклювани (Чазма)
45°45′ пн. ш. 16°34′ сх. д. / 45.75° пн. ш. 16.56° сх. д.
Проклювани (хорв. Prokljuvani) — населений пункт у Хорватії, у Б'єловарсько-Білогорській жупанії у складі міста Чазма.

## Населення
Населення за даними перепису 2011 року становило 49 осіб.
Динаміка чисельності населення поселення: